# 1997年のラジオ (日本)
1997年のラジオ (日本)では、1997年の日本のラジオ番組、その他ラジオ界の動向について記す。

## 主なその他ラジオ関連の出来事

### 3月
- 24日 - ニッポン放送が千代田区有楽町にある本社（糖業会館ビル）の老朽化に伴い港区台場のフジテレビ本社ビルに移転（2004年に有楽町へ再移転）。

### 9月
- 9日 - 香川県を放送対象地域とする西日本放送がジャパン・ラジオ・ネットワーク（JRN）に加盟。JRN・NRNのクロスネット局となる[1]。

### 10月
- 1日 - 岡山県を放送対象地域とする山陽放送（現・RSK山陽放送）が全国ラジオネットワーク（NRN）に加盟。JRN・NRNのクロスネット局となる[2]。

## 開局

### 民間放送局
- 4月1日 - 九州国際エフエム（現：ラブエフエム国際放送）

### コミュニティーFM局
- 1月1日 - 岡山シティエフエム（Radio momo（レディオ・モモ））
- 1月15日 - エフエムひらかた（2022年2月28日閉局、翌日（3月1日）停波、同年3月31日解散）
- 1月25日 - 高松シティエフエム（FM MARINO（マリノ））
- 2月1日 - エフエム入間放送（現:エフエム茶笛（ちゃっぴー））
- 2月3日 - エフエムこんぴら
- 3月1日 - 沖縄市エフエムコミュニティ放送（2004年4月1日、経営悪化に伴いFMコザに同放送局を引き継いだ。）
- 3月2日 - 水戸コミュニティ放送（FMぱるるん）
- 3月3日 - エフエムキタ（ウメダFM Be Happy!789）
- 3月20日 - エフエム甲府
- 4月1日 - ラジオ高崎
- 4月5日 - 葛飾エフエム放送
- 4月7日 - エフエムとよひら（FMアップル）
- 4月27日 - エフエムベイエリア（BAY WAVE（ベイ・ウェーブ））
- 5月9日 - 大和ラジオ放送（FMやまと）
- 5月28日 - 石巻コミュニティ放送（ラジオ石巻）
- 6月1日
  - エフエムみしま・かんなみ（VOICE CUE（ボイス・キュー））
  - エフエムムーヴ（FM MOOV KOBE）
- 7月7日 - 富山シティエフエム
- 7月19日 - 飛騨高山テレ・エフエム（Hits FM（ヒッツ・エフエム））
- 9月1日 - エフエム岡崎（エフエムEGAO（えがお））
- 10月1日
  - エフエムむつ（FM AZUR（エフエム・アジュール））
  - エフエムしばた
  - エフエムやつしろ（かっぱFM）
  - 鹿児島シティエフエム（フレンズFM）
- 11月1日 - 沼田エフエム放送（FM OZE）
- 11月30日 - エフエム江戸川
- 12月24日 - 新川コミュニティ放送（ラジオ・ミュー）

## 開始番組

### 1997年4月放送開始
NHKラジオ第1放送
- 1日
  - おはようラジオワイド
  - フレッシュトーク
- 6日 - 日曜バラエティー

NHKラジオ第2放送
- 7日 - NHKラジオライブラリー

NHK-FM放送
- 1日 - きょうのFM番組
- 3日 - ライブビート
- 4日 - BBCロックライブ
- 5日 - ワールドロックナウ
- 6日 - ミュージックエコー

東京放送
- 8日 - 爆笑問題カーボーイ

### 1997年10月放送開始
ニッポン放送
- 6日
  - オールナイトニッポンDX
  - ジャニーズJr.アフタースクール恋の青春花吹雪
  - お笑いエレキ合戦
- 11日
  - サタデートークバトル ザ・グッチーズ
  - 桜井智 魔法少女の時間
- 12日
  - お台場ラジオ会館
  - 犬山犬子のポケモンアワー
  - 赤坂泰彦のオールナイトニッポン電話リクエスト

## 終了番組

### 1997年3月放送終了
岐阜放送
- 30日 - ヤングスタジオ1431

### 1997年4月放送終了
NHKラジオ第2
- 4日 - そろばん教室